# Latvijas PSR čempionāts futbolā 1984
L'edizione 1984 del massimo campionato di calcio lettone fu la 40ª come competizione della Repubblica Socialista Sovietica Lettone; il titolo fu vinto dal Torpedo Rīga, giunto al suo primo titolo.

## Formato
Il campionato era formato da quattordici squadre che si incontrarono in gare di andata e ritorno per un totale di 26 turni; a causa del ritiro di due squadre il torneo fu però ridotto a 22 turni. Erano assegnati due punti alla vittoria, un punto al pareggio e zero per la sconfitta.

## Classifica finale
|                        | Pos. | Squadra               | Pt | G  | V  | N | P  | GF | GS | DR  |
| ---------------------- | ---- | --------------------- | -- | -- | -- | - | -- | -- | -- | --- |
| RSS Lettone (bandiera) | 1.   | Torpedo Riga          | 35 | 22 | 16 | 3 | 3  | 41 | 14 | +27 |
|                        | 2.   | Celtnieks Rīga        | 34 | 22 | 15 | 4 | 3  | 57 | 21 | +36 |
|                        | 3.   | VEF Riga              | 32 | 22 | 14 | 4 | 4  | 51 | 22 | +29 |
|                        | 4.   | Alfa Rīga             | 29 | 22 | 11 | 7 | 4  | 34 | 27 | +13 |
|                        | 5.   | Gauja Valmiera        | 25 | 22 | 11 | 3 | 8  | 38 | 33 | +5  |
|                        | 6.   | Jūrnieks              | 24 | 22 | 9  | 6 | 7  | 31 | 34 | -3  |
|                        | 7.   | Ķīmiķis               | 21 | 22 | 8  | 5 | 9  | 28 | 30 | -2  |
|                        | 8.   | Enerģija Rīga         | 19 | 22 | 7  | 5 | 10 | 28 | 28 | +0  |
|                        | 9.   | Sarkanais Kvadrats    | 14 | 22 | 7  | 0 | 15 | 30 | 40 | -10 |
|                        | 10.  | Aditajs Ogre          | 13 | 22 | 6  | 4 | 12 | 25 | 36 | -11 |
|                        | 11.  | RPI Riga              | 8  | 22 | 2  | 4 | 16 | 21 | 54 | -33 |
|                        | 12.  | Daugava-RVR           | 7  | 22 | 3  | 1 | 18 | 15 | 60 | -35 |
|                        | -    | Automobīlists Jelgava |    |    |    |   |    |    |    |     |
|                        | -    | REMR Riga             |    |    |    |   |    |    |    |     |